# Каманч (Ајова)
Каманч (енгл. Camanche) град је у америчкој савезној држави Ајова. По попису становништва из 2010. у њему је живело 4.448 становника.

## Демографија
Према попису становништва из 2010. у граду је живело 4.448 становника, што је 233 (5,5%) становника више него 2000. године.
| Група             | 2000.         | 2010.         |
| Белци             | 4.115 (97,6%) | 4.275 (96,1%) |
| Афроамериканци    | 23 (0,5%)     | 27 (0,6%)     |
| Азијати           | 9 (0,2%)      | 20 (0,4%)     |
| Хиспаноамериканци | 29 (0,7%)     | 92 (2,1%)     |
| Укупно            | 4.215         | 4.448         |